# Cold turkey
Cold turkey – potoczne określenie sposobu działania osób, które zrywają z danym nałogiem lub nawykiem z dnia na dzień, bez stopniowego ograniczania dawek, czy wspomagania się zastępczymi środkami medycznymi.
Zaletą tej metody ma być fakt, że dzięki temu, że osoba świadomie decydując się na niekorzystanie z żadnych suplementów unika myślenia o nałogu, a pokusa by do niego wrócić zmniejsza się. Wadą takiego sposobu w przypadku walki z uzależnieniem od alkoholu, benzodiazepin, czy heroiny może być ciężki zespół odstawieniowy, którego skutkiem może być nawet uszkodzenie serca i wylew.

## Występowanie w kulturze masowej
- W filmie Człowiek ze złotym ramieniem (ang. The Man with the Golden Arm) jedna z postaci, uzależniony od narkotyków Frankie "Dealer" Machine (Frank Sinatra) powraca do nałogu narkotykowego (zażywanie heroiny). Po pewnym czasie bohater wychodzi z nałogu. W filmie tym po raz pierwszy użyto na to zjawisko nazwy "cold turkey".
- W filmie Francuski łącznik II (ang. French Connection II) z 1975 roku Jimmy "Popeye" Doyle (Gene Hackman) zostaje porwany. Zostaje mu zaaplikowana dawka heroiny i Doyle uzależnia się, jednak po pewnym czasie rzuca nałóg w wyniku "cold turkey".
- John Lennon i The Plastic Ono Band nagrali popularną piosenkę "Cold Turkey", opowiadającą o rzuceniu nałogu narkotykowego przez Lennona.
- W filmie Trainspotting z 1996 roku człowiek uzależniony od narkotyków jest przetrzymywany w domu przez swoich rodziców, którzy każą mu rzucić nałóg "cold turkey", nie chcą go wysyłać jednak na kurację odwykową.
- W filmie Christiane F. – My, dzieci z dworca ZOO ma miejsce wiele sytuacji rzucania nałogu w wyniku "cold turkey".
- W książce Stephena Kinga The Dark Tower II: The Drawing of the Three Eddie Dean i jego brat rozmawiają o "cool turkey" zamiast mówić "cold turkey", gdyż mają zamiar zmniejszyć ilość zażywanych narkotyków zamiast kompletnego zarzucenia nałogu.
- Gregory David Roberts napisał w 2003 roku książkę Shantaram. Autor opisuje swoje rozstanie z nałogiem metodą "cold turkey".
- W filmie Normana Lear Cold Turkey z 1971 roku Dick Van Dyke próbuje zmusić się do zaprzestania nałogu na okres jednego miesiąca.
- Jeden z bohaterów amerykańskiego serialu "Workaholics" Adam w odcinku drugim, drugiego sezonu bierze sformułowanie "cold turkey" dosłownie i udając, że rzuca nałóg, pożywia się szynką z indyka.